# أم أخرى
الأم الأخرى هي امرأة تعتني بأطفال ليسوا أطفالها من الناحية البيولوجية.

## نطاق
الأخريات من النساء بما في ذلك الأمهات، اللائي يقدمن الرعاية للأطفال الذين ليسوا أطفالهم من الناحية البيولوجية. كانت مؤسسة الأمهات الأخريات ممارسة شائعة في المجتمعات الأمريكية الأفريقية في أمريكا منذ وقت مبكر مثل العبودية ولها جذور في النظرة الأفريقية التقليدية للعالم. يمكن أن تكون «الرعاية» في شكل تقديم وجبة أو تبني الطفل بشكل أساسي أو مجرد تقديم التوجيه. يعتقد أوثرمذرز أن «الأمومة الصالحة» تشمل جميع الإجراءات، بما في ذلك النشاط الاجتماعي، الذي تناول احتياجات أطفالهم البيولوجيين وكذلك المجتمع الأكبر.
يعرّف ستانلي م. جيمس مفهوم الأم الأخرى في المجتمع على أنها النساء في المجتمعات الأمريكية الأفريقية يساعدن أمهات الدم في مسؤوليات رعاية الأطفال لفترات قصيرة إلى طويلة الأجل، في ترتيبات غير رسمية أو رسمية. يرى جيمس أن الأمهات الأخريات عادة ما يكونن فوق سن الأربعين لأنه يجب أن يكون لديهن إحساس بثقافة المجتمع وتقاليده قبل أن يتمكنوا من ممارسة رعايتهم وحكمتهم في المجتمع. ينشط آخرون سياسيًا في مجتمعهم، حيث ينتقدون الأعضاء ويقدمون استراتيجيات لتحسين بيئتهم.
دراسة أجرتها عالمة الاجتماع شيريل جيلكس تفحص القيادات النسائية في مجتمع شمالي حضري. يقترح جيلكس أن العلاقات المجتمعية مع الأم الأخرى يمكن أن تكون ضرورية في تحفيز قرارات النساء السود على أن يصبحن ناشطات اجتماعيات. شاركت العديد من ناشطات المجتمع من النساء السود في دراستها في التنظيم المجتمعي استجابةً لاحتياجات أطفالهن واحتياجات أولئك في الحي.
تناقش باتريشيا هيل كولينز العلاقة مع الأم الأخرى وتشير إلى دراسة جيلكس. تشرح باتريشيا هيل كولينز الأمهات الأخريات كنساء يحملن البنية التحتية للأسرة معًا من خلال فضائلهن في الرعاية والأخلاق والتعليم وخدمة المجتمع. يمكن أن يكونوا أخوات أو عمات أو جيران أو جدات أو أبناء عمومة أو أي امرأة أخرى تتدخل لتخفيف بعض التوتر من العلاقات الحميمة بين الأم وابنتها. يُعتبرون العمود الفقري للعرق الأسود ويعطون كل ما في وسعهم للمجتمعات، وغالبًا ما لا يستطيعون ذلك. تناقش كولينز أيضًا علاقات "أمومة العقل" التي يمكن أن تتطور بين الأمهات الأخريات من السود والإناث الأخريات اللائي يصبحن فعليًا طلابهن. تتحرك هذه العلاقات نحو التبادلية بين الأخوة المشتركة التي تربط النساء السود كأمهات أخريات في المجتمع. قدمت الأمهات الأخريات في المجتمع مساهمات كبيرة من خلال خلق نوع جديد من المجتمع في مواقف سياسية واقتصادية معادية في كثير من الأحيان. ويخلص كولينز بالقول إن مشاركة أم أخرى "في الأمومة الناشطة توضح رفض الفردية وتتكيف مع نظام قيم مختلف حيث الأخلاق المجتمعات رعاية والشخصية خطوة إلى الأمام المساءلة.اليوم، مفهوم الأم الأخرى موجود في المدارس الابتدائية الحضرية، وتلعب المعلمات الأمريكيات من أصل أفريقي دورًا أساسيًا في تلبية الاحتياجات النفسية والتعليمية للطفل الحضري.